# Bryopastor
Bryopastor is een mosdiertjesgeslacht uit de familie van de Bryopastoridae en de orde Cheilostomatida. De wetenschappelijke naam ervan is in 1982 voor het eerst geldig gepubliceerd door Gordon.

## Soorten
- Bryopastor challengeri Gordon, 1982
- Bryopastor crassus d'Hondt & Gordon, 1999
- Bryopastor octogonos d'Hondt & Gordon, 1999
- Bryopastor pentagonus (Canu & Bassler, 1929)